# Richard Owen
Aquest autor és citat en taxonomia animal amb el nom «Owen».
Sir Richard Owen KCB (Lancaster, 20 de juliol de 1804 - Londres, 18 de desembre de 1892), va ser un biòleg, paleontòleg i estudiós de l'anatomia comparada anglès.

## Carrera professional
Owen va néixer a Lancaster, Anglaterra i va ser educat en el col·legi Lancaster Royal Grammar. En 1820 va entrar com aprenent d'un cirurgià i farmacèutic local. En 1824 va ingressar com estudiant de medicina en la Universitat d'Edimburg. Va deixar la universitat a l'any següent i va completar el seu curs de medicina en l'Hospital de St. Bartholomew de Londres, on va estar a les ordres de l'eminent cirurgià John Abernethy.
Owen va sentir interès per la investigació en anatomia i Abernethy li va recomanar que acceptés el lloc d'assistent de William Clift, conservador del museu del Real Col·legi de Cirurgians. Aquest va treballar li va interessar tant que aviat va abandonar el seu interès per exercir la medicina i a partir d'aquest moment va dedicar la seva vida purament a labors científiques. Owen va preparar una important sèrie de catàlegs de la col·lecció Hunter del Real Col·legi de Cirurgians i amb aquest treball va adquirir excel·lents coneixements d'anatomia comparada que li van ser molt útils al llarg de la seva carrera, especialment en les seves investigacions sobre les restes d'animals extints. En 1836 va ser nomenat professor Hunter del Real Col·legi de Cirurgians i en 1849 va succeir a Clift com conservador. Owen estaria en aquest lloc fins a 1856 quan va ser nomenat superintendent del departament d'història natural del Museu Britànic. La seva reestructuració del departament duria al trasllat de les col·leccions d'història natural del Museu Britànic a un nou edifici a South Kensington, i la creació del British Museum (Natural History). Owen va romandre en actiu fins que va completar el seu treball en 1884 quan va rebre la distinció K.C.B. i es va retirar a Sheen Lodge fins a la seva mort.
El final de la seva carrera va estar entelat per acusacions de no valorar el treball d'uns altres i fins i tot de publicar com seves investigacions d'uns altres. Això va culminar en 1844 quan va publicar reclamant seu un article sobre belemnits que ja havia estat presentat per Chaning Pearce uns anys abans en la Societat Geològica. Això va dur la seva expulsió dels consells de la Societat Zoológica de Londres i de la Royal Society.

## Treballs sobre invertebrats
Mentre s'ocupava de catalogar la col·lecció Hunter, Owen no es va limitar a les preparacions que ja s'havien realitzat sinó que va aprofitar cada oportunitat per a disseccionar nous espècimens. Owen també es va veure beneficiat pel privilegi d'investigar els animals morts en els jardins de la Societat Zoológica de Londres i quan la societat va començar publicar articles científics, Owen va ser un dels majors contribuents en articles sobre anatomia. La seva primera publicació notable va ser no obstant això Memoir on the Pearly Nautilus (Londres, 1832), que aviat es va convertir en un clàssic. Posteriorment va continuar fent contribucions en cada àrea d'anatomia comparada i zoologia durant gairebé cinquanta anys. Sobre les esponges Owen va ser el primer a descriure l'ara ben conegut Euplectella (1841, 1857). Entre els Entozooa el seu més notable descobriment va ser el del Trichina spiralis (1835), el paràsit que infecta els músculs humans en la malaltia ara coneguda com a triquinosi (vegeu també el treball de Sir James Paget). Dels braquiòpodes va fer estudis detallats i va establir una classificació que és la qual s'ha mantingut. Entre els mol·luscs no solament va descriure el nàutil (Nautilus pompilius), sinó també Spirula spirula (1850) i altres cefalòpodes, tant vius com extints i va ser ell el qual va proposar la divisió universalment acceptada d'aquesta classe en dos ordres Dibranchiata i Tetrabranchiata (1832). El problemàtic artròpode cranc de ferradura (Limulus polyphemus) va ser també el tema d'una memòria especial realitzada per ell el 1873.

## Treballs sobre peixos, rèptils i aus

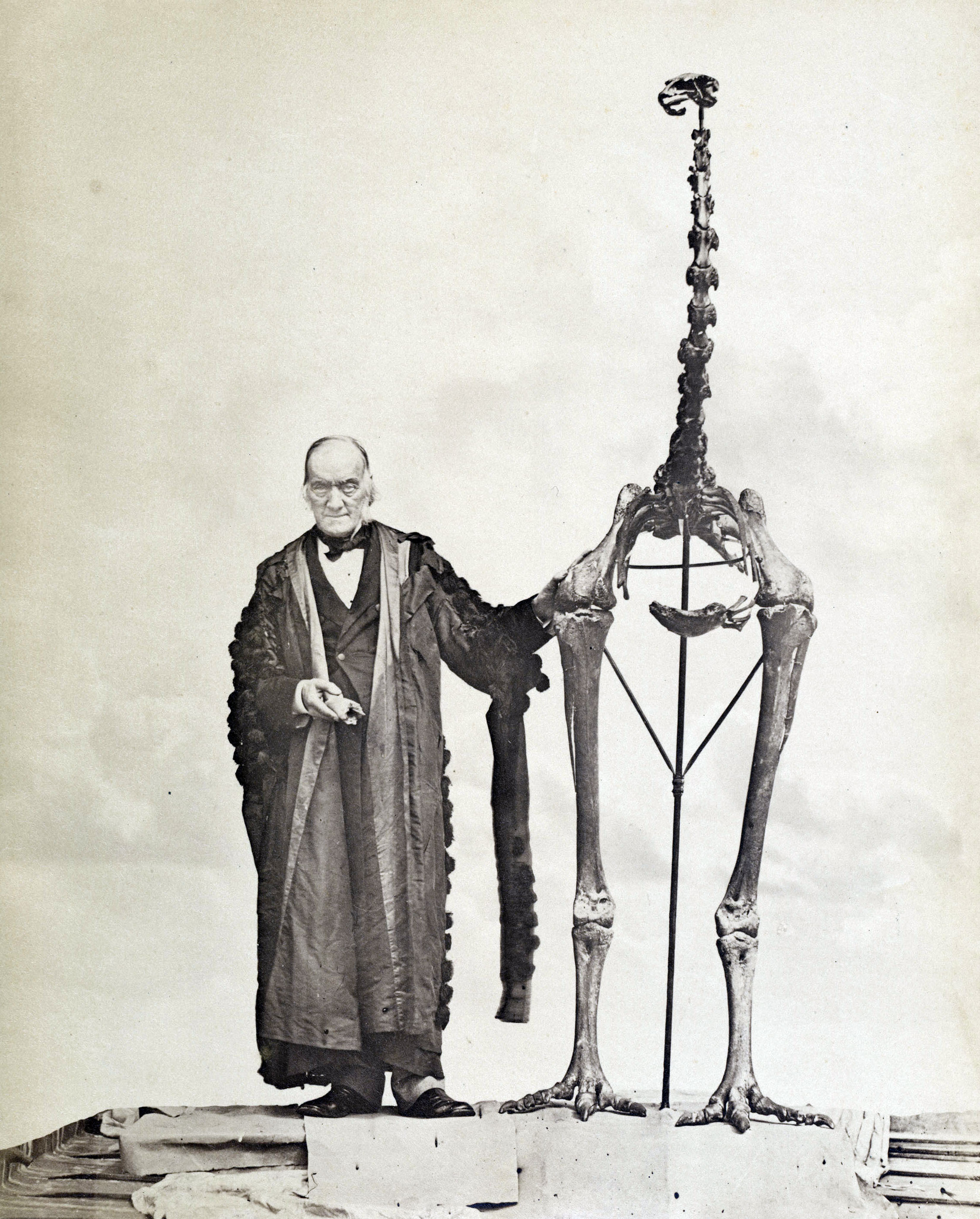
Sir Richard Owen amb un esquelet de Dinornis

Les descripcions tècniques dels vertebrats que va realitzar Owen van ser encara més nombroses i extenses que les quals va fer sobre els invertebrats. El seu Comparative Anatomy and Physiology of Vertebrates (3 vols., London, 1866-1868) va ser la investigació més personal des de Leçons d'anatomie comparée de Georges Cuvier. No solament va estudiar les formes actuals sinó que també va dedicar una gran atenció als grups extints, i va seguir els treballs pioners de Cuvier sobri paleontologia de vertebrats. Molt al principi de la seva carrera va realitzar exhaustius estudis sobre dents, tant d'animals vius com extints i va publicar la seva obra, profusament il·lustrada, sobre odontologia (1840-1845). Owen va descobrir la complexa estructura dental d'uns animals extints que va cridar Labyrinthodonts. Entre els seus escrits sobre peixos, el seu treball sobre un peix africà que va anomenar Protopterus, va anar la base per al descobriment de la família dels dipnoides per part de Johannes Muller.
Owen també va mostrar la relació entre els peixos teleostens i ganoïdes, agrupant-los en una única subclasse, els Teleostomi.
Entre els seus treballs sobre rèptils, Owen va relacionar els esquelets de formes extintes, i les seves memòries sobre espècimens britànics van ser reimpreses en la seva History of British Fossil Rèptils (4 vols., London, 1849-1884). Owen va publicar el primer recompte general important del gran grup dels rèptils de terra del Mesozoic, al que va donar l'ara familiar nom de Dinosauria. Owen ha usat 3 gèneres de dinosaures definits: el carnívor megalosaure, l'herbívor iguanodont i el cuirassat Hylaeosaurus. Owen també va ser el primer a reconèixer uns curiosos rèptils de principis del Mesozoic amb similituds tant amb amfibis com mamífers, que va anomenar Anomodontia. La majoria d'ells van ser obtinguts a Sud-amèrica, començant el 1845, (Dicynodon), i amb el temps van ser els suficients com per a emplenar el seu Catalogue of the Fossil Reptilia of South Africa, publicat pel Museu Britànic el 1876.
Entre els seus escrits sobre aus, cal destacar el seu clàssic treball sobre el kiwi (1840-1846), una llarga sèrie d'articles sobre l'extint Moa (Dinornithidae) de Nova Zelanda, sobre els Aptornis, sobre el Takahe, el Dodo, i el Gavot gegant. La seva monografia sobre el Archaeopteryx (1863) va ser també un treball molt nomenat en la seva època. Juntament amb Benjamin Waterhouse Hawkins, Owen va ajudar a crear les primeres escultures de grandària natural que representaven dinosaures tal com havien de ser. Alguns models van ser creats per a la Gran Exhibició de Londres de 1851 però 33 d'ells van ser creats a propòsit quan el Palau de Cristall va ser recol·locat en Sydenham (sud de Londres). Owen va ser famós per oferir un sopar per a 21 cèlebres científics dintre del buit de ciment de l'interior d'un Iguanodon en la nit de cap d'any de 1853.

## Treballs sobre mamífers
En relació amb els mamífers vius, les contribucions més importants d'Owen estan relacionades amb els monotremes, marsupials i micos antropoides. Owen també va ser el primer a reconèixer i nomenar els dos grups naturals d'Ungulats, els d'un nombre imparell de dits en els peus (Perissodactyla) i els d'un nombre parell (Artiodactyla), mentre que descrivia fòssils en 1848. Tanmateix, la majoria dels seus treballs sobre mamífers tracten sobre formes extintes, cap als quals havia cridat la seva atenció la col·lecció de fòssils recollida per Darwin a Sud-amèrica. Els Toxodon, de les pampes, van ser la primera evidència d'un ungulat extingit, un paquiderm amb semblances amb els rosegadors (Rodentia), els Edentata i cetacis herbívors. L'interès d'Owen pels mamífers sud-americans extints li va dur a la identificació de l'armadillo gegant, dit Glyptodon (1839) i els seus clàssics treballs sobre peresosos gegants Mylodon (1842) i el Megatherium (1860), a més d'altres importants contribucions.
Els descobriments al mateix temps d'ossos fòssils de Nova Gal·les del Sud per part de Sir Thomas Mitchell van proporcionar material per als primers treballs, d'una llarga sèrie, sobre mamífers extints d'Austràlia, que es van reeditar en forma de llibre en 1877. Owen va descobrir el Diprotodon i el Thylacoleo, a més dels cangurs i wombats gegants. Al mateix temps, Owen recollia fòssils de les Illes britàniques i entre 1844 i 1846 va publicar History of British Fossil Mammals and Birds, que va ser seguit per moltes altres memòries, especialment Monograph of the Fossil Mammalia of the Mesozoic Formations (Palaeont. Soc., 1871). Una de les seves últimes publicacions va ser un petit treball titulat Antiquity of Man as deduced from the Discovery of a Human Skeleton during Excavations of the Docks at Tilbury (Londres, 1884).

## Owen i la teoria de l'evolució de Darwin
Després del seu viatge en el Beagle, Charles Darwin disposava d'una considerable col·lecció d'espècies i el 29 d'octubre de 1836 va ser presentat per Charles Lyell a Owen, qui va estar d'acord a treballar en els fòssils recollits a Sud-amèrica. El treball d'Owen va revelar que les criatures gegants eren rosegadors i peresosos i, per tant, que estaven relacionades amb espècies actuals que vivien en la mateixa zona i no amb criatures d'Àfrica com Darwin va pensar al principi. Sembla que aquesta va ser un dels orígens de la concepció de la teoria de la selecció natural.

## El seu llegat
La lectura de les detallades memòries i descripcions d'Owen requereixen una considerable atenció a causa de la nomenclatura i les seves ambigües expressions que faran que la seva terminologia no fos usada posteriorment. AL mateix temps cal recordar que Owen és un pioner de la nomenclatura anatòmica concisa i que, almenys per als vertebrats, els seus termes es van triar segons un esquema filosòfic que distingeix en primer lloc entre l'analogia i la homología. La teoria d'Owen "Archetype and Homologies of the Vertebrate Skeleton" (1848), descriu l'estructura dels vertebrats com si estigués basada en una sèrie de segments fonamentals iguals, cadascun modificat per la seva posició i la seva funció. Moltes d'aquestes idees són quimèriques i xoquen quan s'examinen des del punt de vista de l'embriologia, que Owen va ignorar sistemàticament en els seus treballs. De tots formes la seva visió va tenir un valor important en la seva època
Els treballs d'Owen es van estendre poc més enllà de l'anatomia comparada, els fenòmens d'adaptació a una funció i les distribucions geogràfiques o geològiques. No obstant això, els seus treballs sobre la partenogènesi publicades en 1849 contenen l'essència de la teoria del plasma germinatiu realitzada més tard per August Weismann. Owen també va realitzar algunes especulacions sobre la successió dels gèneres i les espècies i la seva possible derivació. En concret es referia a les formes successives de cavall (1868) i cocodril (1884) encara que mai va estar clar si admetia les teories modernes sobre l'evolució.